# Motocross der Azen
El Motocross der Azen o, més exactament, Motorcross der Azen ("Motocròs dels Asos" en neerlandès), fou un esdeveniment internacional de motocròs que es disputà anualment entre 1947 i 1985 a Sint Anthonis (Brabant del Nord, Països Baixos), essent una de les curses de motocròs més importants d'Europa. Organitzada pel St Tunnisse Motor Club ("SMC"), la prova fou regulada per la RKNMB fins al 1951 i, des d'aleshores, per la KNMV (Reial Federació Motociclista Neerlandesa).
Disputat per primer cop el 7 de setembre de 1947 amb el nom d'Internationale Motocross van Sint Anthonis, el Motocross der Azen es va córrer sempre, tret de la darrera edició, a l'històric circuit de Hoef ("l'unglot"). Habitualment, el Motocross der Azen se celebrava a mitjan mes de març, abans que comencés el Campionat del Món de motocròs, i era una de les proves de pretemporada clàssiques.

## Història

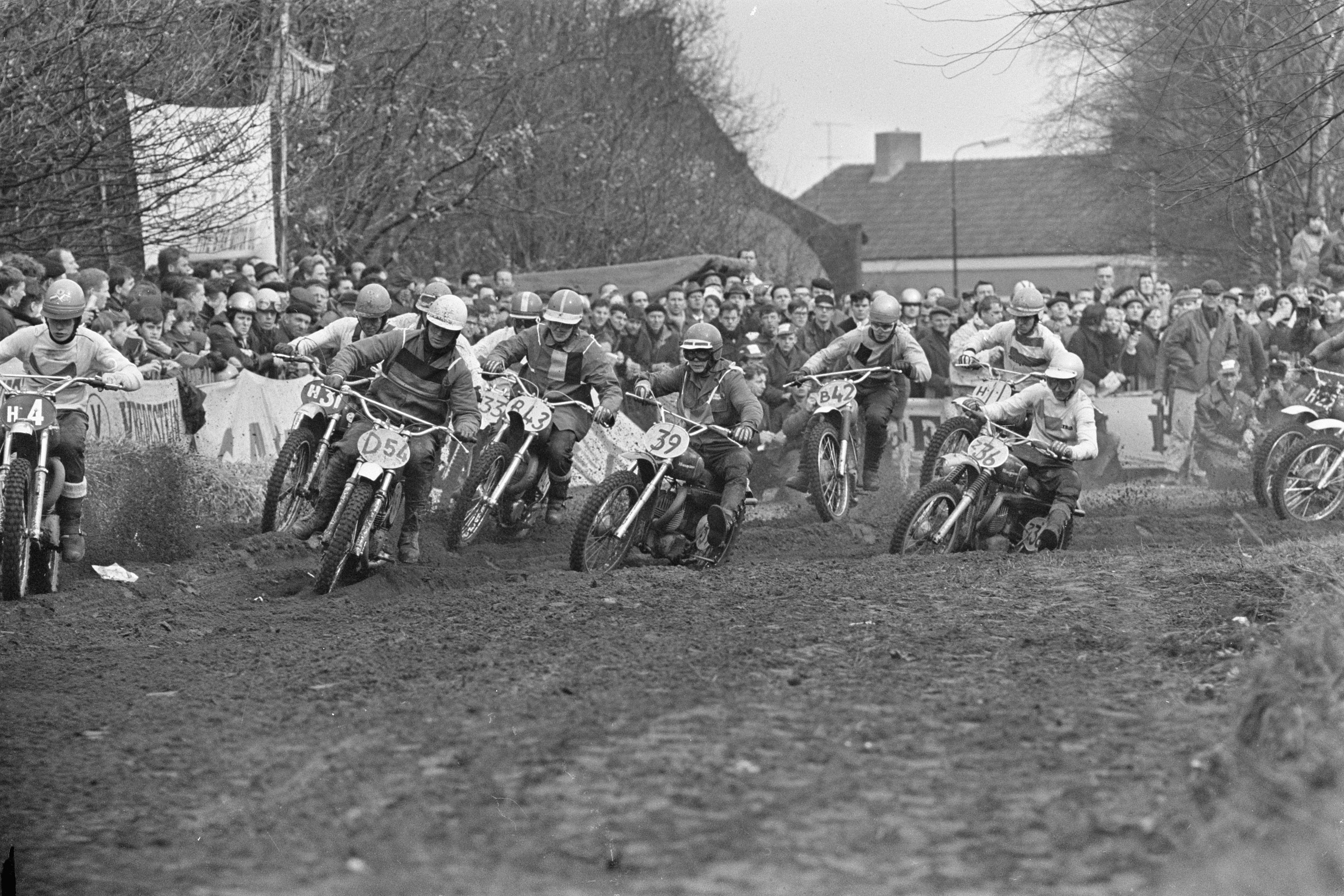
Sortida d'una de les curses de l'edició de 1967

Tot i haver començat el 1947 sense gaire transcendència, a finals de la dècada de 1950 l'esdeveniment ja reunia 40.000 espectadors. El darrer cop que s'hi va córrer, l'11 de març de 1984, n'aplegà més de 30.000. El 1985, l'"SMC" va traslladar la prova al Radiocircuit de Stevensbeek, a només 5 km de Sint Anthonis, però després ja no la va tornar a convocar.
El Motocross der Azen es va disputar sempre en una única categoria, sense límit de cilindrada, de manera que quasi sempre se n'enduia la victòria una motocicleta amb motor de 500 cc. Només durant les edicions de 1977 i 1978 es van celebrar dues competicions, l'una reservada a motocicletes de 250 cc i l'altra, a les de 500 cc.
Al llarg de la seva història, més de 500 pilots internacionals van participar al Motocross der Azen, entre ells 34 campions europeus o mundials com ara Bengt Aberg, Hakan Andersson, Leslie Archer, René Baeten, John van den Berk, Fritz Betzlbacher, Dave Bickers, Hakan Carlqvist, Jaromir Cizek, Roger De Coster, John Draper, Harry Everts, Paul Friedrichs, Torsten Hallman, Ton van Heugten, Neil Hudson, Georges Jobé, Heinz Kinigadner, Brad Lackey, Sten Lundin, André Malherbe, Heikki Mikkola, Auguste Mingels, Guennady Moiseev, Bill Nilsson, Graham Noyce, Gaston Rahier, Joël Robert, Jeff Smith, Dave Strijbos, Dave Thorpe, Rolf Tibblin, Pekka Vehkonen i Akira Watanabe.
El 2001, Peter van Hassel va organitzar a Sint Anthonis una exposició fotogràfica commemorativa de l'esdeveniment que comptà amb l'assistència d'alguns antics participants. El novembre del 2007, van Hassel la va tornar a organitzar i aquest cop hi assistiren nombrosos antics participants. S'aprofità l'ocasió per a recordar especialment un antic guanyador de la prova, el pilot local Frans Sigmans (vivia al poble proper de Bakel), traspassat de feia poc.

## Palmarès
Font:
| Edició  | Any  | Guanyador           | Motocicleta      |
| ------- | ---- | ------------------- | ---------------- |
| I       | 1947 | Harrie Vermulst     | ?                |
| II      | 1948 | Frans Baudoin       | ?                |
| III     | 1949 | Frans Baudoin       | ?                |
| IV      | 1950 | Ghislain Calle      | ?                |
| IV      | 1950 | Theo Aben           | ?                |
| V       | 1951 | Theo Aben           | ?                |
| VI      | 1952 | Albert Cox          | ?                |
| VII     | 1953 | Hennie Rietman      | BSA              |
| VIII    | 1954 | Hennie Rietman      | ?                |
| IX      | 1955 | Leslie Archer       | Norton           |
| X       | 1956 | Leslie Archer       | Norton           |
| XI      | 1957 | Leslie Archer       | Norton           |
| XII     | 1958 | Jan Clijnk          | BSA              |
| XIII    | 1959 | Dave Curtis         | Matchless        |
| XIV     | 1960 | Sten Lundin         | Monark           |
| XV      | 1961 | Bill Nilsson        | Husqvarna        |
| XVI     | 1962 | Broer Dirkx         | BSA              |
| XVII    | 1963 | Bill Nilsson        | BNS              |
| XVIII   | 1964 | Rolf Tibblin        | Hedlund          |
| XIX     | 1965 | Joël Robert         | ČZ               |
| XX      | 1966 | Joël Robert         | ČZ               |
| XXI     | 1967 | Frans Sigmans       | Husqvarna        |
| XXII    | 1968 | Frans Sigmans       | Husqvarna        |
| XXIII   | 1969 | Christer Hammargren | Husqvarna        |
| XXIV    | 1970 | Vic Allan           | Greeves          |
| XXV     | 1971 | Jef Teuwissen       | Maico?           |
| XXVI    | 1972 | Pierre Karsmakers   | Husqvarna        |
| XXVII   | 1973 | Åke Jonsson         | Yamaha           |
| XXVIII  | 1974 | Heikki Mikkola      | Husqvarna        |
| XXIX    | 1975 | Kalevi Vehkonen     | Husqvarna        |
| XXX     | 1976 | Brad Lackey         | Husqvarna        |
| XXXI    | 1977 | Thorleif Hansen     | Kawasaki (250cc) |
| XXXI    | 1977 | Hakan Andersson     | Montesa (500cc)  |
| XXXII   | 1978 | Kees van der Ven    | Maico (250cc)    |
| XXXII   | 1978 | Peter Herlings      | Maico (500cc)    |
| XXXIII  | 1979 | Gerrit Wolsink      | Suzuki           |
| XXXIV   | 1980 | Graham Noyce        | Honda            |
| XXXV    | 1981 | Kees van der Ven    | KTM              |
| XXXVI   | 1982 | Hakan Carlqvist     | Yamaha           |
| XXXVII  | 1983 | André Malherbe      | Honda            |
| XXXVIII | 1984 | Kees van der Ven    | KTM              |
| XXXIX   | 1985 | Kees van der Ven    | KTM              |